# Сан-Николо-Джерреи
Сан-Николо-Джерреи (итал. San Nicolò Gerrei) — коммуна в Италии, располагается в регионе Сардиния, в провинции Кальяри.
Население составляет 977 человек (2008 г.), плотность населения составляет 16 чел./км². Занимает площадь 63 км². Почтовый индекс — 9040. Телефонный код — 070.
Покровителем коммуны почитается святитель Николай Мирликийский, чудотворец, празднование в третий понедельник мая.

## Демография
Динамика населения:

## Администрация коммуны
- Официальный сайт: